# Pfarrkirche Dreimal Wunderbare Muttergottes (Favoriten)

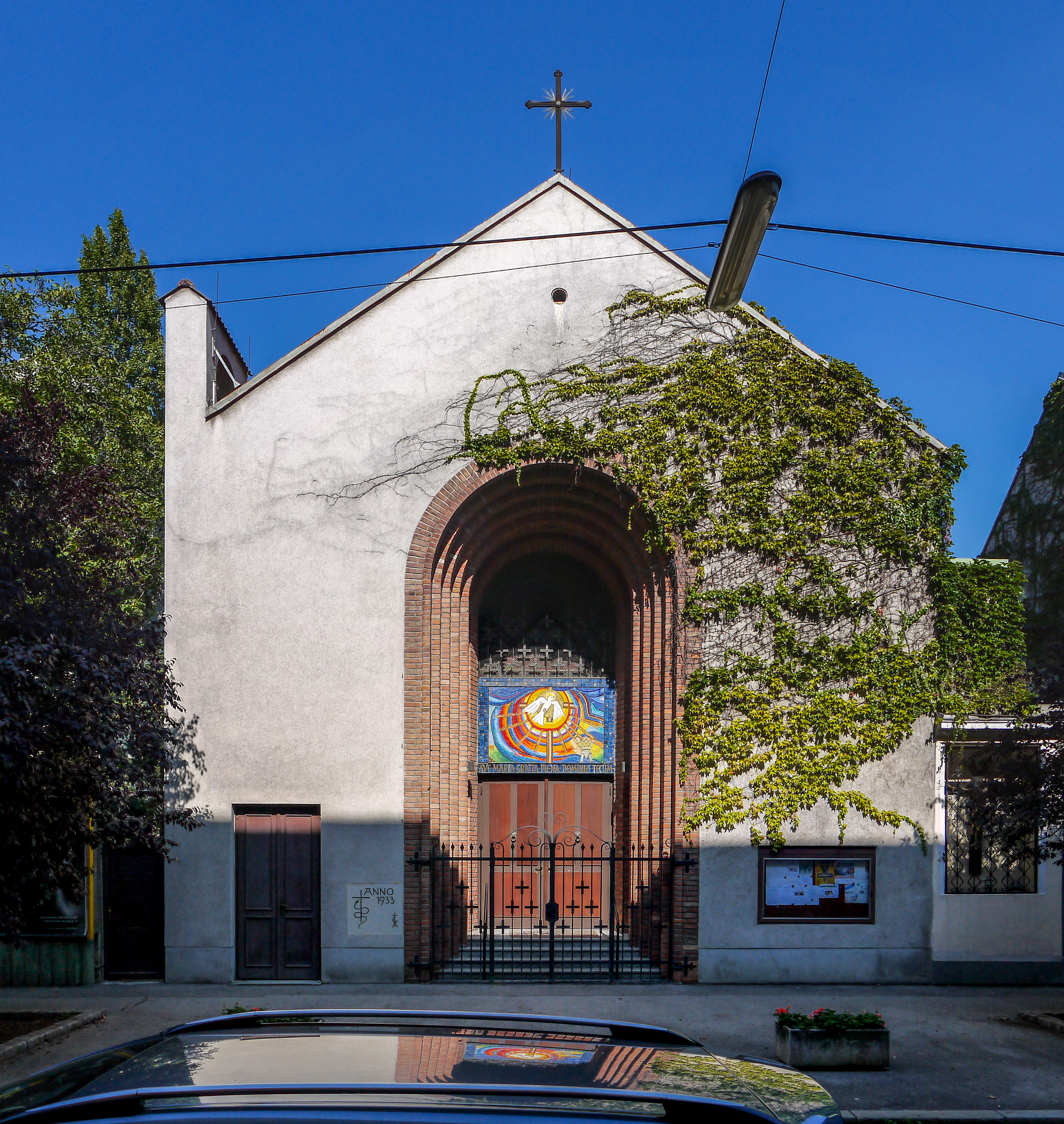
Pfarrkirche Dreimal Wunderbare Muttergottes

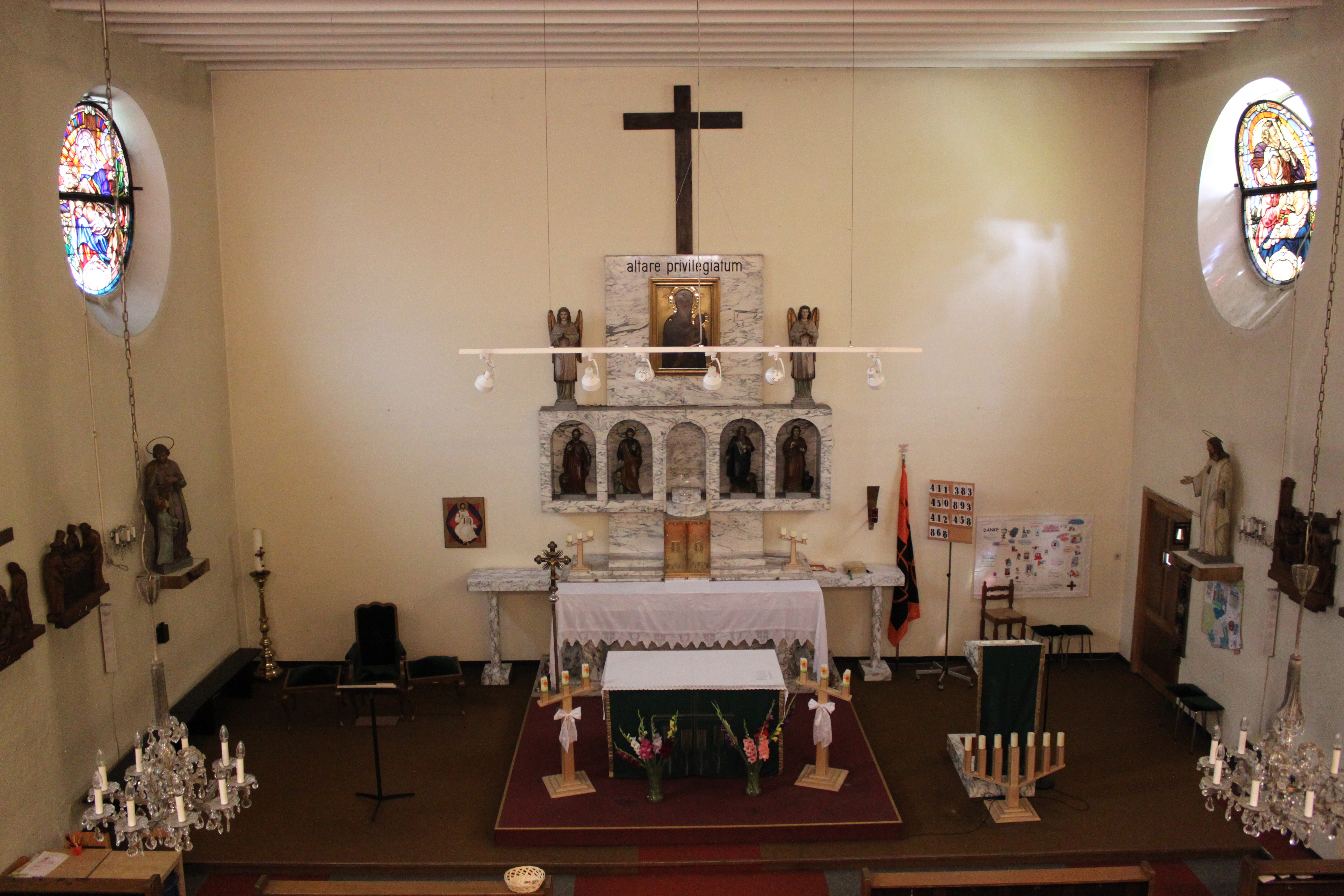
Innenraum

Die Pfarrkirche zur Dreimal Wunderbaren Muttergottes ist eine ehemalige römisch-katholische Filialkirche im 10. Wiener Gemeindebezirk Favoriten in der Buchengasse 108. Sie wurde 2025 geschlossen.

## Geschichte
In der Zeit vor dem Ersten Weltkrieg bestanden auf dem Gebiet des 10. Wiener Gemeindebezirkes lediglich die beiden Pfarren Pfarrkirche am Keplerplatz und St. Anton von Padua, die gemeinsam rund 160.000 Katholiken zu betreuen hatten. Dieser Umstand führte zur Errichtung von Notgottesdienststätten, zu denen eine 20 Quadratmeter große, der Mater Ter Admirabilis geweihte Kapelle zählte, die sich an der Stelle der heutigen Pfarrkirche befand. Da deren Innenraum Anfang der 1930er-Jahre die wachsende Zahl der Gottesdienstbesucher nicht mehr aufnehmen konnte, musste 1932 eine Erweiterung durchgeführt werden.
Die vergrößerte Kapelle genügte jedoch bereits im Lauf des Jahres 1933 den seelsorgerischen Bedürfnissen nicht mehr und erwies sich überdies rasch als baufällig, wodurch man gezwungen war, an einen Neubau zu denken. Der Bau einer vollständigen Kirche schien zur damaligen Zeit nicht möglich, da bedingt durch die große Arbeitslosigkeit die nötigen Kosten nicht aufzubringen gewesen wären, was zu der Entscheidung führte, einen etappenweisen Kirchenbau ins Auge zu fassen.
So wurde nach Plänen des Architekten Robert Kramreiter in einer ersten Bauphase der Altarraum errichtet, der bis zur Vollendung des zweiten Bauabschnittes als Kirche dienen sollte. Am 16. November 1933 weihte Kardinal Innitzer nicht nur den bereits fertiggestellten Teil des Bauwerks, sondern nahm auch die Konsekration des Altares vor. Der zweite Bauteil, der das eigentliche Kirchenschiff sowie den Turm umfassen sollte, konnte jedoch nicht mehr realisiert werden. Am 1. Mai 1942 erfolgte die Erhebung der Kirche zur Dreimal Wunderbaren Muttergottes zur Pfarrkirche.
In der Endphase des Zweiten Weltkrieges wurde die Pfarrkirche, in deren Unterkirche sich ein Verbandsplatz befand, stark beschädigt. Ein Bombentreffer zerstörte am 21. Februar 1945 die Glasfenster und zog darüber hinaus das Dach schwer in Mitleidenschaft. Außerdem fiel die Kirche Plünderungen und mutwilligen Zerstörungen zum Opfer.
Im Jahr 1946 wurde Josef Ottinger, der seit 1932 die treibende Kraft bei der Errichtung der neuen Kirche war, als Pfarrer installiert und wirkte in diesem Amt bis 1969.
Als die Kriegsschäden beseitigt waren, zerstörten 1948 Hagel und orkanartige Stürme die Fenster an der Westseite, setzten Kirche und Unterkirche unter Wasser und richteten Schäden am Mauerwerk von Kirche und Pfarrhof an.
Bis zur Aufhebung der Regeln über solche Privilegien 1967 gehörte der Altar der Kirche zu den privilegierten Altären, was auch nach der Aufhebung durch eine Aufschrift im Oberteil der Altarwand sichtbar blieb.
1971 erfolgten Umbauten und Sanierungen, in deren Zuge die Kommuniongitter durch einen Volksaltar ersetzt und die Kanzel abgetragen wurde. Im Jahr 1973 erhielt die Kirche ihre Orgel, ein durch die Firma Walcker errichtetes, sieben Register auf einem Manual und Pedal umfassendes Instrument.
Am 1. November 2015 wurde die Pfarre aufgehoben, die Kirche war dann eine Filialkirche der neugebildeten Pfarre Göttliche Barmherzigkeit. Am 1. März 2025 fand die letzte heilige Messe in der Kirche statt, sie sollte aufgelassen und zu einem Atelier und Wohnungen umgestaltet werden. Diese Entwicklung hatte ihren Grund in der stark sinkenden Zahl katholischer Gläubiger in der Umgebung der Kirche: Während 2024 in Österreich noch knapp 50 % der Einwohner katholisch waren, waren es im Umfeld der Kirche in Favoriten nur mehr 18 %.